# 維托里奧·賽拉
維托里奧·賽拉（義大利語：Vittorio Sella，1859年8月28日—1943年8月12日）是一名義大利攝影師和登山家，他拍攝的山岳照片被譽為史上最優秀的作品之一。

## 生平
賽拉出生於阿爾卑斯山麓的比耶拉，從他的叔叔昆提諾·賽拉身上學習到對阿爾卑斯山運動的興趣。他在阿爾卑斯山進行了許多重要的攀登活動，包括首次在冬季登頂馬特宏峰和羅莎峰，以及首次在冬季穿越勃朗峰。他參與了數次更遠的探險，包括三次前往高加索山脈（該處有一座山峰以他的名字命名）、阿拉斯加的聖埃利亞斯山、非洲的魯文佐里山，以及1909年的喬戈里峰和喀喇崑崙山探險。後三次探險都是與阿布魯齊公爵路易吉·阿梅迪奧同行。賽拉到了晚年仍持續攀登，並在76歲時最後一次嘗試登頂馬特宏峰。他的一位嚮導在一次意外中受傷，導致這次嘗試失敗。

## 攝影

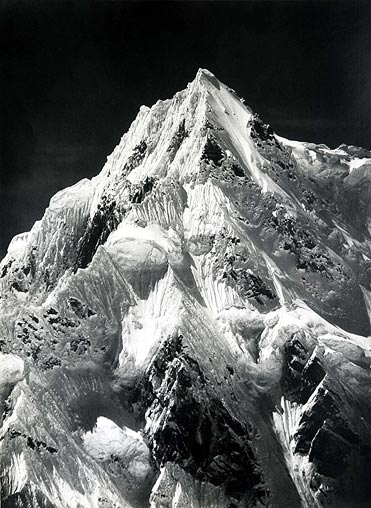
賽拉從澤姆冰川拍攝的喜馬拉雅山西尼奧爾丘照片

儘管攜帶笨重易碎的攝影器材到偏遠地區非常困難，但賽拉攝影作品的高質量部分歸功於他使用30×40公分的照相底板。他不得不發明一些設備，包括改裝過的背包鞍座和背包，以便安全地運送這些特別大的玻璃板。他的照片被廣泛出版和展出，並受到高度讚揚；安塞爾·亞當斯看過賽拉提交給美國塞拉俱樂部的31張照片後，說這些照片激發了他「一種絕對虔誠的敬畏」。他拍攝的許多照片都是拍攝以前未曾記錄的山脈，因此不僅具有歷史意義，也具有藝術價值；例如，他記錄了中部非洲魯文佐里山脈冰河的退縮。

## 逝世
賽拉於1943年在比耶拉去世。他的照片收藏現在由比耶拉的賽拉基金會（Fondazione Sella）管理（維托里奧·賽拉照片 （页面存档备份，存于））。賽拉的一些照片在都靈的Museo Nazionale della Montagna "Duca degli Abruzzi"博物館展出。他的一些魯文佐里山脈照片為烏干達坎帕拉的馬凱雷雷大學所有。

## 延伸閱讀
- Summit: Vittorio Sella: Pioneer Mountaineering Photographer, 1879–1909. Aperture Foundation, U.S., 1999, ISBN 978-0-89381-808-1